# Kvalifikace na Mistrovství světa ve fotbale 2014 (AFC) – první fáze
V první fázi se šestnáctka nejníže nasazených týmů utkala systémem doma a venku o postup do druhé fáze.

## Nasazení
Týmy byly nasazeny do dvou košů – Koš A zahrnoval týmy s nasazením 28 až 35 a koš B týmy s nasazením 36 až 43. Los se uskutečnil 30. března 2011 v Kuala Lumpur.
| Koš A                               | Koš A                                 | Koš B                                   | Koš B                           |
| ----------------------------------- | ------------------------------------- | --------------------------------------- | ------------------------------- |
| Malajsie Afghánistán Kambodža Nepál | Bangladéš Srí Lanka Vietnam Mongolsko | Pákistán Palestina Východní Timor Macao | Tchaj-wan Myanmar Filipíny Laos |

## Zápasy
| 29. června 2011 20:45 UTC+8 |        |                   |                                                                                   |
| Malajsie                    | 2 – 1  | Tchaj-wan         | National Stadium, Kuala Lumpur diváci: 45 000 rozhodčí: Chaiya Mahapab (Thailand) |
| Safiq 28' Aidil 55'         | Report | Chen Po-liang 77' | National Stadium, Kuala Lumpur diváci: 45 000 rozhodčí: Chaiya Mahapab (Thailand) |

| 3. července 2011 19:00 UTC+8                              |        |                    |                                                                             |
| Tchaj-wan                                                 | 3 – 2  | Malajsie           | Municipal Stadium, Tchaj-pej diváci: 16 768 rozhodčí: Võ Minh Trí (Vietnam) |
| Chang Han 31' Chen Po-liang 44' (pen.) X. Chen 75' (pen.) | Report | Aidil 8' Safiq 40' | Municipal Stadium, Tchaj-pej diváci: 16 768 rozhodčí: Võ Minh Trí (Vietnam) |

Celkové skóre dvojzápasu bylo 4–4.  Malajsie postoupila do druhé fáze díky více vstřeleným brankám na hřišti soupeře.
| 29. června 2011 18:00 UTC+6     |        |          |                                                                                        |
| Bangladéš                       | 3 – 0  | Pákistán | Bangabandhu National Stadium, Dháka diváci: 5 326 rozhodčí: Mohammad Abu Loum (Jordan) |
| Ameli 1' Hossain 22' Razaul 56' | Report |          | Bangabandhu National Stadium, Dháka diváci: 5 326 rozhodčí: Mohammad Abu Loum (Jordan) |

| 3. července 2011 20:30 UTC+5 |        |           |                                                                         |
| Pákistán                     | 0 – 0  | Bangladéš | Pandžáb Stadium, Láhaur diváci: 3 500 rozhodčí: Ali Abdulnabi (Bahrain) |
|                              | Report |           | Pandžáb Stadium, Láhaur diváci: 3 500 rozhodčí: Ali Abdulnabi (Bahrain) |

 Bangladéš zvítězil celkovým skóre 3–0 a postoupil do druhé fáze.
| 29. června 2011 15:00 UTC+7               |        |                     |                                                                                |
| Kambodža                                  | 4 – 2  | Laos                | Olympic Stadium, Phnom Penh diváci: 24 800 rozhodčí: Yadollah Jahanbazi (Iran) |
| Laboravy 51' Nasa 57', 88' Sokumpheak 67' | Report | Phomsouvanh 9', 59' | Olympic Stadium, Phnom Penh diváci: 24 800 rozhodčí: Yadollah Jahanbazi (Iran) |

| 3. července 2011 18:00 UTC+7                                              |                |                            |                                                                                 |
| Laos                                                                      | 6 – 2 (prodl.) | Kambodža                   | New Laos National Stadium, Vientiane diváci: 9 000 rozhodčí: Ryuji Sato (Japan) |
| Singto 19', 55' Sayavutthi 31' Syphasay 47' Phaphouvanin 94' Kanlaya 112' | Report         | Chhoeun 45' Sokumpheak 75' | New Laos National Stadium, Vientiane diváci: 9 000 rozhodčí: Ryuji Sato (Japan) |

 Laos zvítězil celkovým skóre 8–6 a postoupil do druhé fáze.
| 29. června 2011 16:00 UTC+5:30 |        |            |                                                                                      |
| Srí Lanka                      | 1 – 1  | Filipíny   | Sugathadasa Stadium, Colombo diváci: 4 000 rozhodčí: Tayeb Shamsuzzaman (Bangladesh) |
| Gunarathna 43'                 | Report | Burkey 50' | Sugathadasa Stadium, Colombo diváci: 4 000 rozhodčí: Tayeb Shamsuzzaman (Bangladesh) |

| 3. července 2011 15:30 UTC+8                              |        |           |                                                                                       |
| Filipíny                                                  | 4 – 0  | Srí Lanka | Rizal Memorial Stadium, Manila diváci: 12 500 rozhodčí: Kim Sang-Woo (Korea Republic) |
| Caligdong 19' P. Younghusband 43', 57' (pen.) Guirado 51' | Report |           | Rizal Memorial Stadium, Manila diváci: 12 500 rozhodčí: Kim Sang-Woo (Korea Republic) |

 Filipíny zvítězily celkovým skóre 5–1 a postoupily do druhé fáze.
| 29. června 2011 16:00 UTC+5 |        |                     |                                                                                             |
| Afghánistán                 | 0 – 2  | Palestina           | Metallurg Stadium, Tursunzoda (Tádžikistán) diváci: 5 000 rozhodčí: Nasser Darwish (Jordan) |
|                             | Report | Alyan 28' Amour 89' | Metallurg Stadium, Tursunzoda (Tádžikistán) diváci: 5 000 rozhodčí: Nasser Darwish (Jordan) |

| 3. července 2011 17:00 UTC+3 |        |             |                                                                                                   |
| Palestina                    | 1 – 1  | Afghánistán | Faisal Al-Husseini International Stadium, Al-Ram diváci: 9 000 rozhodčí: Banjar Al-Dosari (Qatar) |
| Wadi 11'                     | Report | Arezou 63'  | Faisal Al-Husseini International Stadium, Al-Ram diváci: 9 000 rozhodčí: Banjar Al-Dosari (Qatar) |

 Palestina zvítězila celkovým skóre 3–1 a postoupila do druhé fáze.
| 29. června 2011 19:15 UTC+7                                                                       |        |       |                                                                                                 |
| Vietnam                                                                                           | 6 – 0  | Macao | Thong Nhat Stadium, Ho Či Minovo Město diváci: 20 000 rozhodčí: Dmitriy Mashentsev (Kyrgyzstan) |
| Lê Công Vinh 19', 36', 39' (pen.) Phạm Thành Lương 62' Nguyễn Ngọc Thanh 67' Nguyễn Văn Quyết 87' | Report |       | Thong Nhat Stadium, Ho Či Minovo Město diváci: 20 000 rozhodčí: Dmitriy Mashentsev (Kyrgyzstan) |

| 3. července 2011 19:00 UTC+8 |        |                                                                                |                                                                          |
| Macao                        | 1 – 7  | Vietnam                                                                        | Estádio Campo Desportivo, Macau diváci: 500 rozhodčí: Kadhum Auda (Iraq) |
| Leong Ka Hang 60'            | Report | Huỳnh Quang Thanh 3', 86' Nguyễn Quang Hải 24' Lê Công Vinh 29', 43', 75', 82' | Estádio Campo Desportivo, Macau diváci: 500 rozhodčí: Kadhum Auda (Iraq) |

 Vietnam zvítězil celkovým skóre 13–1 a postoupil do druhé fáze.
| 29. června 2011 15:30 UTC+5:45     |        |                |                                                                                     |
| Nepál                              | 2 – 1  | Východní Timor | Dasarath Rangasala Stadium, Káthmándú diváci: 9 000 rozhodčí: Ali Sabbagh (Lebanon) |
| A. Gurung 15' (pen.) J. M. Rai 70' | Report | Pereira 47'    | Dasarath Rangasala Stadium, Káthmándú diváci: 9 000 rozhodčí: Ali Sabbagh (Lebanon) |

| 2. července 2011 15:30 UTC+5:45 |        |                                                                              | |
| Východní Timor                  | 0 – 5  | Nepál                                                                        | Dasarath Rangasala Stadium, Káthmándú (Nepál) diváci: 15 000 rozhodčí: Lee Min-Hu (Korea Republic) |
|                                 | Report | A. Gurung 3' (pen.) Silwal 56' J. M. Rai 60' J. Shrestha 89' S. Shrestha 90' | Dasarath Rangasala Stadium, Káthmándú (Nepál) diváci: 15 000 rozhodčí: Lee Min-Hu (Korea Republic) |

 Nepál zvítězil celkovým skóre 7–1 a postoupil do druhé fáze.
| 29. června 2011 18:30 UTC+8 |        |         |                                                                                        |
| Mongolsko                   | 1 – 0  | Myanmar | MFF Football Centre, Ulánbátar diváci: 3 500 rozhodčí: Kim Jong-Hyeok (Korea Republic) |
| Tsend-Ayush 48'             | Report |         | MFF Football Centre, Ulánbátar diváci: 3 500 rozhodčí: Kim Jong-Hyeok (Korea Republic) |

| 3. července 2011 15:30 UTC+6:30 |        |           |                                                                            |
| Myanmar                         | 2 – 0  | Mongolsko | Thuwunna Stadium, Rangún diváci: 18 000 rozhodčí: Liu Kwok Man (Hong Kong) |
| Pai Soe 61' Mai Aih Naing 85'   | Report |           | Thuwunna Stadium, Rangún diváci: 18 000 rozhodčí: Liu Kwok Man (Hong Kong) |

 Myanmar zvítězil celkovým skóre 2–1 a postoupil do druhé fáze.